# Georges Pompidou
Georges Jean Raymond Pompidou (/ʒɔʁʒ ʒɑ̃ ʁɛˈmõ põpiˈdu/; Montboudif, 5 luglio 1911 – Parigi, 2 aprile 1974) è stato un politico francese che divenne Primo ministro e successivamente Presidente della Repubblica.

## Biografia

### La carriera iniziale
Nasce in un minuscolo comune dell'Alvernia, e per tutta la vita conserverà solidi legami con la sua regione. I suoi genitori, Léon Pompidou (1887-1969), e Marie-Louise Chavagnac (1886-1945) sono una coppia d'insegnanti elementari. Il padre diventerà in seguito professore di spagnolo nelle scuole medie, e a ottant'anni deciderà di imparare l'italiano per poter leggere Dante in originale. Diventò in seguito anche consigliere municipale di Albi ed insignito della Legion d'Onore. Anche la sorella minore Madeleine (1920-2014) e suo cognato Henri Domerg (1922-2015), furono docenti di lettere classiche. Studente brillante, compie gli studi superiori al liceo Lapérouse di Albi. Ottiene il primo premio nella versione di greco al Concorso generale indetto nel 1927 dal Ministero dell'Educazione Nazionale e le classi preparatorie al liceo Pierre-de-Fermat di Tolosa e al liceo Louis-le-Grand di Parigi, completando la sua formazione presso l'École Normale Supérieure e presso l'École libre des sciences politiques (progenitrice dell'attuale Institut d'études politiques de Paris). Partecipa quindi al concorso per l'agrégation in lettere, conquistando il primo posto.
Il 29 ottobre 1935 sposa Claude Cahour (Château Gontier, Mayenne, 13 novembre 1912 - Parigi, 3 luglio 2007). Non avendo figli, la coppia adotta Alain Pompidou (Parigi, 5 aprile 1942), futuro medico e professore universitario e deputato europeo per due legislature.
Georges Pompidou insegna dal 1935 al 1938 presso il liceo Saint-Charles di Marsiglia e dal 1938 al 1944 presso il liceo Henri-IV di Parigi, città nella quale si stabilisce definitivamente nel 1938. All'indomani della Liberazione di Parigi nell'agosto 1944 si mette in contatto con l'entourage di de Gaulle, offrendosi come collaboratore. Lascia quindi l'insegnamento ed entra nel gabinetto di de Gaulle, Presidente del Consiglio dal 10 settembre 1944 al 20 gennaio 1946. L'estate del 1946 diventa consigliere di Stato, e nell'aprile 1948 è nominato capo di gabinetto del generale de Gaulle. Pompidou ha l'incarico di gestire in prima persona tutte le questioni politiche che de Gaulle non vuole affidare all'organigramma del RPF, il partito del generale. Tra le sue mansioni, la cura della fondazione Anne de Gaulle. Nel maggio del 1953 lascia temporaneamente l'attività politica per diventare direttore generale della Banca Rothschild, incarico che manterrà fino al maggio 1958.

### Primo ministro

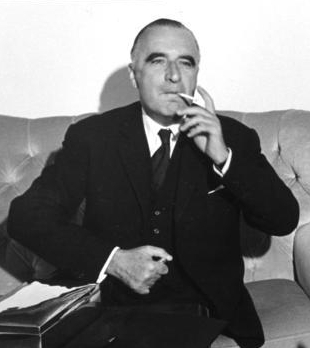
Georges Pompidou (1965)

Il 1º giugno 1958 De Gaulle, tornato al potere come Presidente del Consiglio, lo nomina direttore di gabinetto. Rimanendo nell'ombra, Pompidou è uno dei tessitori dell'avvento della Quinta Repubblica francese. Dopo l'insediamento di De Gaulle alla Presidenza della Repubblica l'8 gennaio 1959 torna a lavorare per la Banca Rothschild, e il 5 marzo dello stesso anno è nominato da De Gaulle, membro del Consiglio costituzionale.
Su mandato di De Gaulle, entra in contatto con il FLN e partecipa alle discussioni a Neuchâtel e a Lucerna nel corso delle quali vengono predisposti gli accordi di Évian. Il 14 aprile 1962, dopo l'approvazione per via referendaria degli accordi di Évian, è nominato Primo ministro.

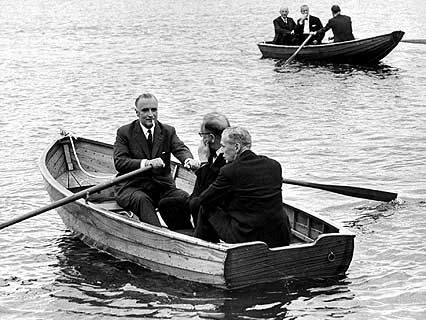
Il Ministro di Stato della Svezia Tage Erlander e il primo ministro di Francia George Pompidou durante una gita in barca

È il primo caso nella storia della Quinta Repubblica francese di nomina di un Primo ministro che non è mai stato parlamentare (i successivi saranno quello di Raymond Barre nel 1976 e quello di Dominique de Villepin nel 2005). Mantenendo l'incarico ininterrottamente fino al 10 luglio 1968, è stato anche il Primo Ministro rimasto più a lungo al potere (sei anni e tre mesi), venendo riconfermato da De Gaulle dopo le elezioni legislative del 1962 e del 1967. Alle elezioni legislative del marzo 1967 e a quelle anticipate del giugno 1968 è eletto deputato all'Assemblée Nationale per il collegio del Cantal.

#### Il "Maggio francese" e lo sciopero generale
Padroneggia la situazione durante i moti studenteschi del maggio 1968. A differenza di De Gaulle, ritiene inopportuna una repressione violenta della contestazione studentesca, prevedendo - a ragione - che l'ondata di protesta si sarebbe esaurita nel giro di pochi giorni: di qui la decisione di accettare le rivendicazioni degli studenti, facendo riaprire la Sorbona e mettere in libertà i ragazzi arrestati. Per far uscire la Francia dalla paralisi causata dagli scioperi in massa proclamati in conseguenza della protesta studentesca, il 26 maggio 1968, dopo una discussione durata ininterrottamente 48 ore, conclude con le principali organizzazioni sindacali gli "accordi di Grenelle" (tra i collaboratori che lo affiancheranno durante le trattative sfiancanti ci furono Édouard Balladur e Jacques Chirac) che hanno l'obiettivo - non raggiunto a causa del dissenso della base sindacale che respinge l'accordo - di riportare la pace sociale nel paese.
In assenza di De Gaulle, che il 29 maggio si reca di nascosto a Baden Baden con l'intenzione - presto rientrata - di abbandonare la Francia (secondo il generale Alain de Boissieu, genero di de Gaulle, quest'ultimo avrebbe preso in considerazione varie ipotesi, fra cui quella di trasferire il governo a Strasburgo o a Metz, al confine con la Germania Ovest; secondo Jacques Foccart, invece, de Gaulle si sarebbe recato a Baden Baden al solo scopo di conferire con il generale Jacques Massu allora di stanza nello Stato tedesco), per alcune ore Pompidou ha interamente nelle sue mani il governo del paese. Il 31 maggio, all'indomani del rientro di De Gaulle a Parigi, promuove una manifestazione gollista di massa sull'avenue des Champs-Élysées.
Il 24 maggio De Gaulle aveva annunciato l'indizione di un referendum che avrebbe attribuito al governo il potere di introdurre la partecipazione sociale. Ma mettendo sul piatto della bilancia le sue dimissioni, il 30 maggio Pompidou lo convinse a rinunciare alla consultazione popolare e a sciogliere l'Assemblée nationale eletta l'anno precedente, nella quale il movimento gollista insieme ai partiti alleati aveva la maggioranza per un solo voto. La determinazione del Primo ministro viene premiata dai francesi, giacché alle elezioni anticipate del giugno 1968 il movimento gollista conquista una maggioranza schiacciante all'Assemblée nationale. Il voto appare chiaramente come un'adesione in massa alla linea del Primo ministro, tuttavia Pompidou - che come consuetudine dopo la ricostituzione dell'Assemblée nationale ha rassegnato le dimissioni - è costretto a cedere il posto di capo del governo a Maurice Couve de Murville: per Alain Peyrefitte, prima ancora del maggio 1968 tra De Gaulle e Pompidou erano sorte delle divergenze, delle quali quest'ultimo non faceva mistero con il suo entourage.

### Il complotto ai suoi danni

#### L'affaire Marković
Dopo le dimissioni da Primo ministro, Georges Pompidou deve affrontare una violentissima campagna diffamatoria orchestrata ai suoi danni fin dall'ottobre 1968 da alcuni esponenti del movimento gollista, con la complicità accertata di elementi dei servizi segreti francesi dell'epoca. Si tratta del ritrovamento, avvenuto proprio nell'ottobre di quell'anno, del cadavere di Stevan Marković, un giovane guardaspalle del noto attore Alain Delon, legato alla malavita. Nel corso delle indagini, furono messe in circolazione delle voci e dei fotomontaggi volti a coinvolgere suo malgrado la moglie di Pompidou in un giro di festini erotici.

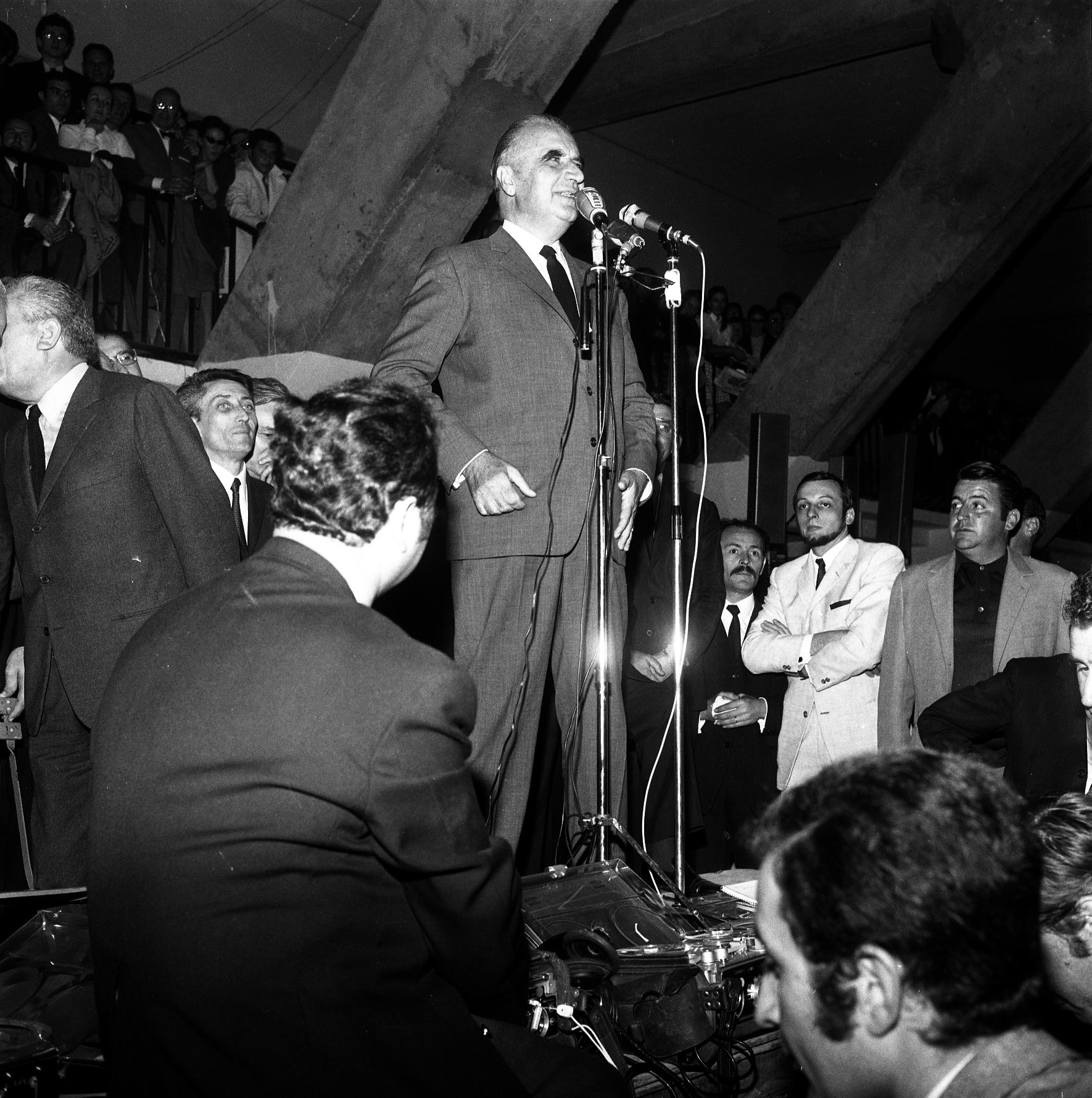
Pompidou durante un comizio nel 1969

L'estraneità di Claude Pompidou fu ampiamente dimostrata, ma il responsabile dell'omicidio e il movente del medesimo non saranno mai accertati. In quel frangente, i rapporti con De Gaulle e con il suo entourage subiscono un'ulteriore incrinatura: Pompidou proverà un forte scoramento per via dello scarso sostegno ricevuto dal generale nei giorni dell'affaire Markovic; dal suo canto, De Gaulle si risentirà per una dichiarazione rilasciata a Roma dall'ex Primo ministro nel gennaio 1969 a proposito di una sua eventuale candidatura all'Eliseo.

#### Conseguenze: le norme sullaprivacy
Una volta eletto presidente della Repubblica, affida ad Alexandre de Marenches il compito di bonificare i servizi segreti allontanando i personaggi di dubbia reputazione. Nel 1970 promuove l'emanazione di una normativa che dà ampi e straordinari poteri al giudice nel reprimere qualsiasi violazione della privacy. Da allora, sono previste forti pene pecuniarie e detentive (oggi fino ad un anno di carcere) per chi attenta alla vita privata delle persone pubblicando, senza il consenso dell'interessato, frasi pronunciate in contesti privati e confidenziali e/o registrando immagini e conversazioni avvenute in luogo privato. Il commercio e la detenzione di materiale atto ad effettuare registrazioni di suoni o riprese d'immagini a distanza sono assoggettate ad autorizzazione ministeriale.

### Presidente della Repubblica
Dopo le dimissioni rassegnate da De Gaulle il 28 aprile 1969 in conseguenza del risultato del referendum sulla riforma del Senato e delle Regioni, Pompidou si presenta alle elezioni presidenziali. A sostenere la sua candidatura, oltre al partito gollista, i Repubblicani Indipendenti di Valéry Giscard d'Estaing e alcuni esponenti centristi come René Pleven, Joseph Fontanet e Jacques Duhamel. Al primo turno, che ha luogo il 1º giugno 1969, arriva in testa con 10 051 783 voti (44,5 %) davanti al presidente del Senato Alain Poher (23,3 %) e al segretario del PCF Jacques Duclos (21,3 %). Il candidato socialista, Gaston Defferre, ottiene solo 1 133 222 voti (5,01 %). Il 15 giugno 1969, al secondo turno, Georges Pompidou è eletto presidente della Repubblica con 11 064 371 voti (58,21 %), battendo Poher che ne ottiene 7 943 118 (41,79 %). Il 20 giugno s'insedia alla presidenza della Repubblica e l'indomani nomina Primo ministro Jacques Chaban-Delmas, rappresentante l'ala riformista del gollismo.

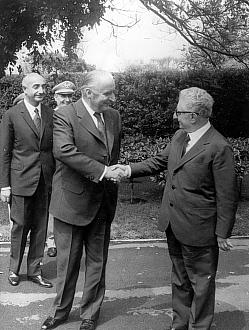
Il presidente Pompidou insieme al Presidente della Repubblica Italiana Giovanni Leone

#### L'economia, le opere pubbliche e l'ambiente
Il suo settennato incompiuto è caratterizzato dalla prosperità del paese, dovuta anche a scelte economiche innovative e lungimiranti. Nel corso dei primi quattro anni della sua presidenza, la crescita media annuale del paese si attestò al 5,4 %, a fronte di un tasso di disoccupazione del 2,5 %. Dal 1969 al 1973 la Francia ha dato al mondo - con un differenziale di crescita da 1 a 2 punti in rapporto ai suoi principali partner industriali - l'esempio della crescita più rapida e dello sviluppo più regolare di tutti i paesi industrializzati. Gli investimenti delle imprese crebbero di più della metà, il tasso d'investimento raggiunse quasi un terzo del prodotto interno lordo.
Il livello di vita dei francesi raggiunse quello della Germania e superò di un quarto quello della Gran Bretagna. La percentuale delle esportazioni del prodotto interno lordo passò dal 10% a più del 20% e il commercio estero si smarcò dalla zona franco a vantaggio dei paesi europei che assorbirono più del 50% delle esportazioni. La situazione di piena occupazione fu garantita mentre il potere d'acquisto aumentò di quasi il 25% in cinque anni. L'obiettivo della presidenza Pompidou è presto detto: fare della Francia la prima potenza industriale d'Europa.
Il simbolo del "pompidolismo" economico può essere individuato nell'aereo Concorde, il cui primo volo è effettuato nel 1969. Ma il carattere emblematico del velivolo supersonico - che negli anni successivi si rivelerà un cattivo investimento economico - non deve far trascurare altre iniziative nello stesso settore come, ad esempio, l'Airbus. Di grande rilevanza anche il contributo dato sotto la sua presidenza allo sviluppo delle telecomunicazioni, dell'informatica e della ricerca spaziale (ad esempio, il Programma Ariane). Nell'ultimo anno della sua presidenza, è potenziato un ambizioso piano energetico messo a punto nel 1969, che prevede la costruzione di tredici centrali nucleari. Proseguendo la politica perseguita quando era Primo ministro, Pompidou promuove lo sviluppo della rete autostradale e la crescita urbanistica delle grandi metropoli. Fautore della diffusione del mezzo privato, impone la creazione a Parigi delle voies sur berge, due corridoi riservati alle automobili ai lati della Senna.

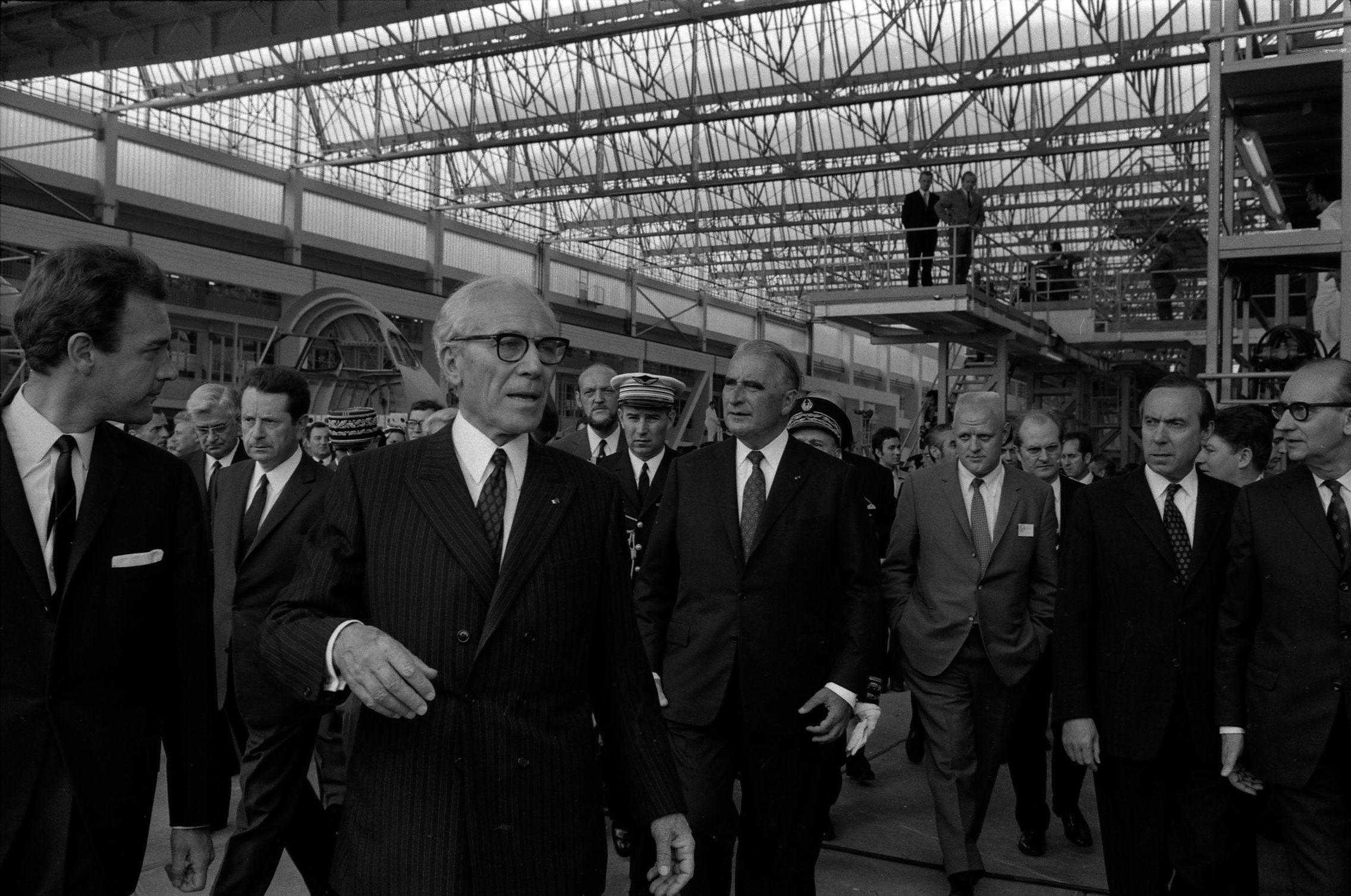
Il Presidente Pompidou durante un suo viaggio a Tolosa

La Voie express Rive Droite, per una lunghezza complessiva di 13 chilometri, sarà ribattezzata dopo la sua morte voie Georges-Pompidou. Il tratto sulla Rive Gauche sarà realizzato solo in minima parte. Nel corso della presidenza Pompidou, sono messi a punto gli studi per una linea ad alta velocità tra Parigi e Lione, il futuro TGV i cui lavori saranno autorizzati il 5 marzo 1974. Nel contempo, fortemente sensibile alla tutela dell'ambiente e del paesaggio, è il primo a istituire nel 1971 il ministero dell'Ambiente, affidandolo al sindaco di Digione Robert Poujade. È d'uso comune in Francia l'espressione Années Pompidou per indicare questo periodo di eccezionale benessere economico, la cui interruzione non è segnata dalla morte improvvisa del presidente della Repubblica, ma dallo "choc" petrolifero del novembre 1973.

#### La politica internazionale
Persegue l'obiettivo del suo predecessore di fare della Francia una potenza a vocazione mondiale. Al summit dell'Aia del 1º dicembre 1969, insieme a Willy Brandt getta le basi dell'Unione europea, pur diffidando di un'integrazione troppo radicale fra i Paesi della Comunità. In ottemperanza di quegli accordi, nel 1972 indice un referendum sull'ingresso della Gran Bretagna nella Comunità Europea, che avrà esito positivo. Nei confronti degli Stati Uniti, adotta una politica ispirata a un lucido pragmatismo: da un lato, diffidando di un ipotetico "condominio" sovietico-americano mantiene la Francia in una posizione di risoluta indipendenza, dall'altro si sforza di non compromettere i rapporti con Richard Nixon che, tuttavia, a partire dal 1973, si andranno deteriorando. Consapevole della supremazia della moneta americana, Pompidou punta infatti a sventare il rischio della nascita di conflitti economici che in ogni caso vedrebbero il vecchio Continente soccombente.

Pompidou con Richard Nixon.

Quanto ai rapporti franco-africani, in continuità con la politica del suo predecessore mantiene le ex colonie francesi in Africa nel bacino d'influenza francese. Georges Pompidou ha contribuito all'ingresso dell'Italia nel futuro G6. Il 9 febbraio 1974, venendo a conoscenza che l'Italia non sarebbe stata invitata a Les Baux-de-Provence a un incontro a cui avrebbero partecipato gli Stati Uniti, la Gran Bretagna, la Repubblica Federale Tedesca, il Giappone e la Francia in vista della riunione del "comitato dei Venti" del FMI prevista a Roma, fortemente irritato chiede e ottiene che l'invito sia esteso anche all'Italia.

#### La cultura
Grazie anche all'influenza della moglie Claude Cahour, donna di straordinaria eleganza e profonda cultura, assidua frequentatrice di sale da concerto e gallerie d'arte, si circonda di artisti e intellettuali, e appoggia l'arte e la musica contemporanea. Da Primo ministro, aderisce all'idea di André Malraux di far affrescare da Marc Chagall la vòlta dell'Opéra Garnier, ricoprendo le pitture ottocentesche di Jules-Eugène Lenepveu, e sempre su proposta di Malraux, promuove una legge che consente di regolare le imposte di successione attraverso la cessione allo Stato di opere d'arte, iniziativa che consentirà, tra l'altro, la creazione del Musée National Picasso. I suoi protetti sono il pittore cinetico Victor Vasarely e il compositore e direttore d'orchestra Pierre Boulez. Promuove il Festival d'automne, una manifestazione multidisciplinare (teatro, danza, opera, cinema, arti plastiche, letteratura) che dal 1972 si svolge ogni anno a Parigi ed è dedicata esclusivamente alla produzione contemporanea.

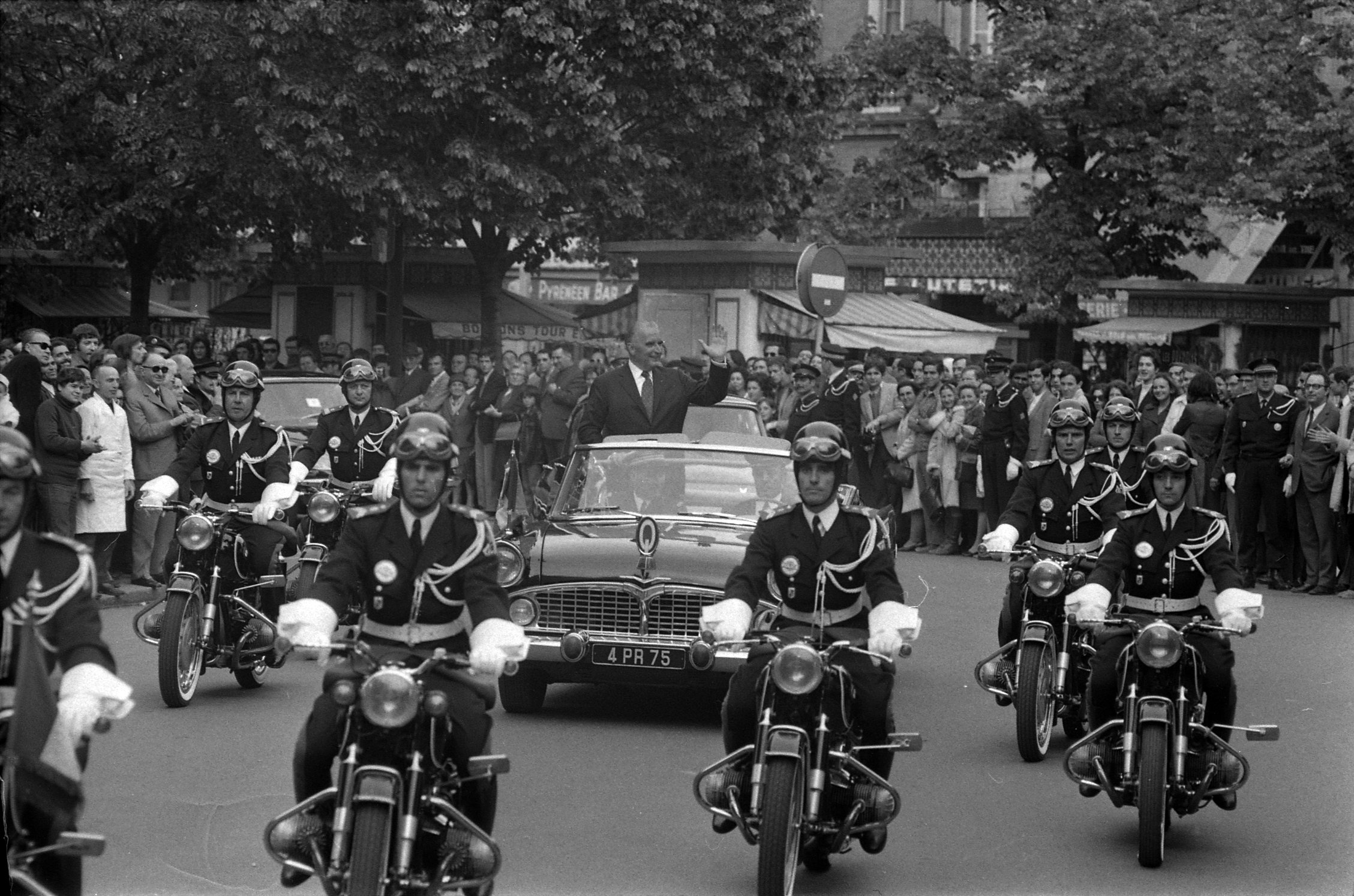
Il Presidente Pompidou a Tolosa

Nel corso dell'ultimo anno della sua presidenza muove i primi passi il progetto di un'altra grandiosa istituzione culturale: il museo d'Orsay. Nel febbraio 1973, approva l'idea, sottopostagli dal ministro della Cultura Jacques Duhamel, di riconvertire la stazione ferroviaria sul Lungosenna da anni dismessa e salvata a stento dalla demolizione in un museo dedicato all'arte della seconda metà del XIX secolo. Il cantiere vedrà la luce durante il settennato del suo successore Valéry Giscard d'Estaing e il nuovo museo sarà inaugurato il 1º dicembre 1987 da François Mitterrand.

#### IlCentre Pompidou
Alla fine degli anni Sessanta immagina un centro pluridisciplinare destinato all'arte moderna e alla musica contemporanea, da realizzarsi in un quartiere di Parigi, il Beaubourg, da tempo in forti condizioni di degrado anche a causa di alcune demolizioni rimaste a metà. Viene così promossa la costruzione dell'attuale Centre Pompidou, esito felice di un concorso internazionale che vede prevalere il progetto presentato da un gruppo i cui capofila sono due architetti stranieri, gli italiani Renzo Piano e Richard Rogers, all'epoca giovani e sconosciuti.

Il Centre Georges Pompidou a Parigi, uno dei musei d'arte moderna più visitati al mondo

Tuttavia la morte gli impedisce di assistere all'inaugurazione della sua creatura, che avverrà il 31 gennaio 1977. Dopo l'elezione del nuovo presidente della Repubblica Valéry Giscard d'Estaing, fu esclusivamente grazie a Jacques Chirac, Primo ministro dal maggio 1974 all'agosto 1976, se il Centre Pompidou è stato realizzato. Dopo l'annuncio da parte di Giscard che il progetto sarebbe stato annullato, Chirac minacciò le dimissioni, costringendo il capo dello Stato a ritirare la decisione.

### La malattia e la morte

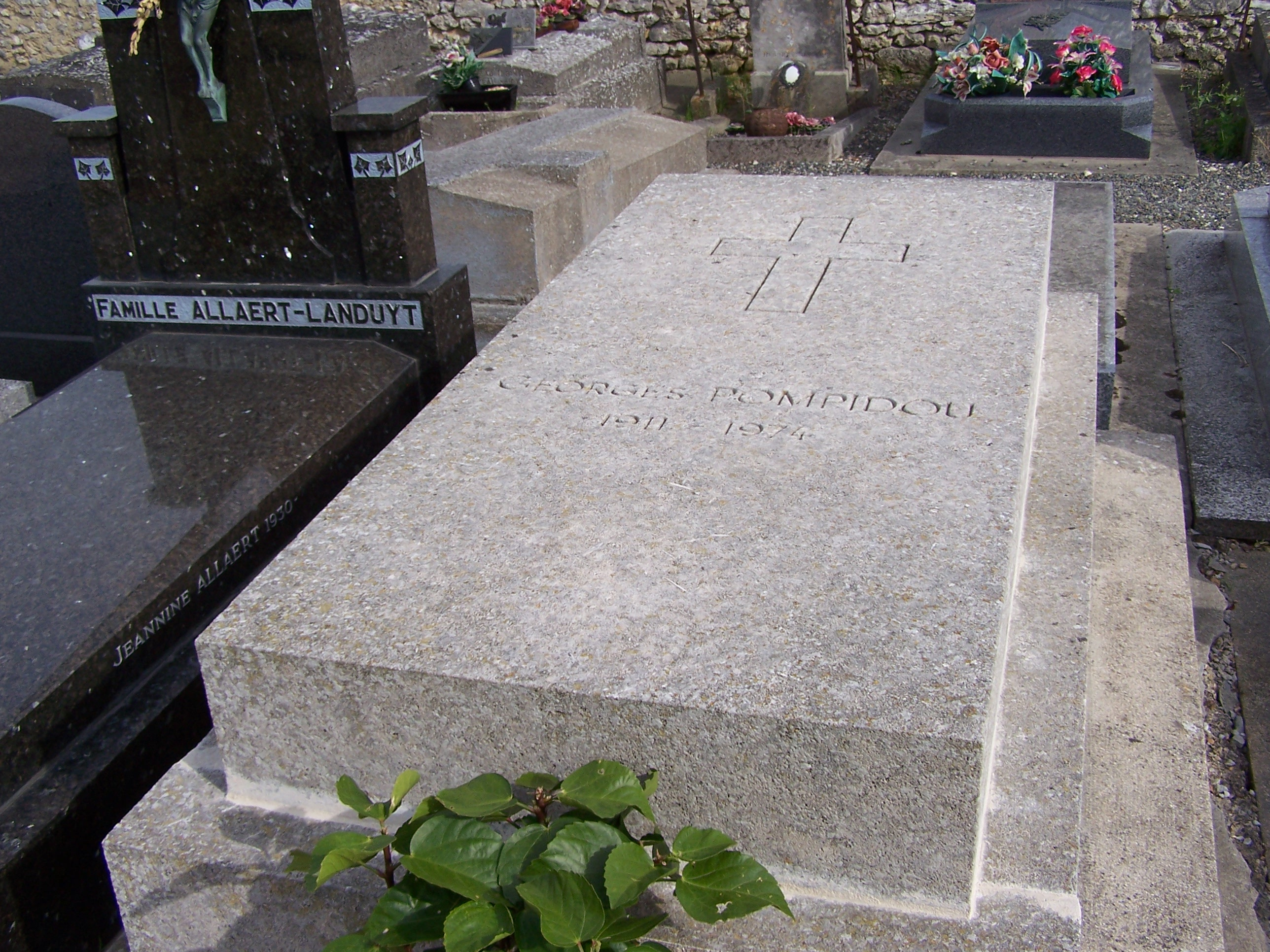
La tomba di Georges e Claude Pompidou a Orvilliers

Colpito dal morbo di Waldenström, continua a esercitare il suo mandato nonostante i sintomi della malattia siano ormai visibili e invalidanti. Il 5 luglio 1972 sostituisce Jacques Chaban-Delmas, considerato troppo progressista e inviso ai consiglieri Juillet e Garaud, con Pierre Messmer, più affidabile e di orientamento politico nettamente conservatore. Messmer porta la maggioranza uscente di centrodestra alla vittoria alle elezioni legislative del marzo/aprile 1973 e, all'indomani della proclamazione dei risultati, modifica la formazione del governo ridimensionando ulteriormente la presenza dei capi storici del gollismo.
Nel corso dell'ultimo anno della presidenza, Pompidou appare isolato a causa del malcontento dei "baroni" gollisti e sempre più indebolito dalla malattia. A causa del cortisone assunto a dosi sempre più massicce per curarsi, è frequentemente in preda a prolungati stati influenzali e a forti raffreddori. Ma la sua lucidità intellettuale rimane intatta, e non esita ad affrontare estenuanti viaggi all'estero per incontrare i suoi omologhi stranieri. Il 1º marzo 1974, in occasione di un nuovo rimpasto del governo Messmer, il numero dei ministri è ridotto a sedici unità: la nomina di Jacques Chirac, uomo di fiducia di Juillet e Garaud, a ministro dell'Interno è un segnale che le elezioni presidenziali anticipate sono ormai inevitabili.
L'esordio della seduta del primo consiglio dei ministri del nuovo governo Messmer sarà ripreso dal telegiornale: davanti alle telecamere, un Pompidou disfatto dalla malattia ma ancora determinato pronuncia una vera e propria allocuzione ai ministri. Il 31 marzo è colpito da una setticemia fulminante mentre si trova nella sua casa di campagna a Orvilliers. Trasportato a Parigi in ambulanza, le sue condizioni si aggravano ulteriormente, ma la notizia è mantenuta segreta. Muore alle 21 del 2 aprile 1974 nel suo domicilio al Quai de Béthune, sull'Île Saint-Louis, non riuscendo a terminare in pieno il suo mandato che sarebbe scaduto il 19 giugno 1976, per essere poi sepolto nel cimitero di Orvilliers. La cerimonia funebre ufficiale in suo onore si tenne a Notre-Dame de Paris alla presenza di 3.000 dignitari, tra cui capi di stato stranieri. Il 6 aprile fu dichiarato giorno di lutto nazionale e gli spettacoli e gli eventi culturali furono cancellati, i teatri e le scuole chiuse. I francesi apprendono la notizia alle 21:58, quando le trasmissioni televisive sono interrotte per annunciare il decesso del capo dello Stato.

## Intellettuale eviveur
La sua cultura umanistica era sterminata. Nel corso di una conferenza stampa, lasciò a bocca aperta l'uditorio: rispondendo alla domanda imbarazzante di un giornalista, recitò a memoria una poesia di Paul Éluard. Era anche un bon vivant, amante della buona tavola e delle serate mondane. Amici della coppia Pompidou erano, tra gli altri, il banchiere Guy de Rothschild, Alain Delon con l'allora moglie Nathalie, Françoise Sagan, il direttore-fondatore di France-Soir Pierre Lazareff e il cantautore Guy Béart. Amico di Pompidou dai tempi delle classi preparatorie al Liceo Louis-le-Grand di Parigi era il poeta e futuro presidente del Senegal Léopold Sédar Senghor.

## I consiglieri
A differenza del suo predecessore Charles de Gaulle, Pompidou si avvaleva di una ristretta cerchia di consiglieri, alcuni dei quali di idee politiche diametralmente opposte alle sue. I più influenti furono Pierre Juillet e Marie-France Garaud, vere e proprie eminenze grigie. Molto ascoltati anche Michel Jobert, di orientamento radicale, ed Édouard Balladur (i due si avvicenderanno nel ruolo di segretario generale dell'Eliseo). Fra gli altri consiglieri, Jean-Bernard Raimond, che divenne in seguito ambasciatore e sarà ministro degli esteri nel governo di coabitazione di Jacques Chirac, e l'esperto in questioni economiche e futuro banchiere Bernard Esambert.

## Scritti
Fu autore di alcuni volumi di argomento politico e letterario, il più noto dei quali è l'Antologie de la poésie française (Antologia della poesia francese).

## Cinema e televisione su Georges Pompidou
- Mort d'un président - film tv sulla malattia e la morte di Georges Pompidou (2010)., su dailymotion.virgilio.it.